# Hermannia amoena
Hermannia amoena är en malvaväxtart som beskrevs av Moritz Kurt Dinter och Holzh.. Hermannia amoena ingår i släktet Hermannia och familjen malvaväxter. Inga underarter finns listade i Catalogue of Life.